# Bazailles
Ne doit pas être confondu avec Bazeilles.
Bazailles (Besaille en Lorrain) est une commune française située dans le département de Meurthe-et-Moselle en région Grand Est.

## Géographie

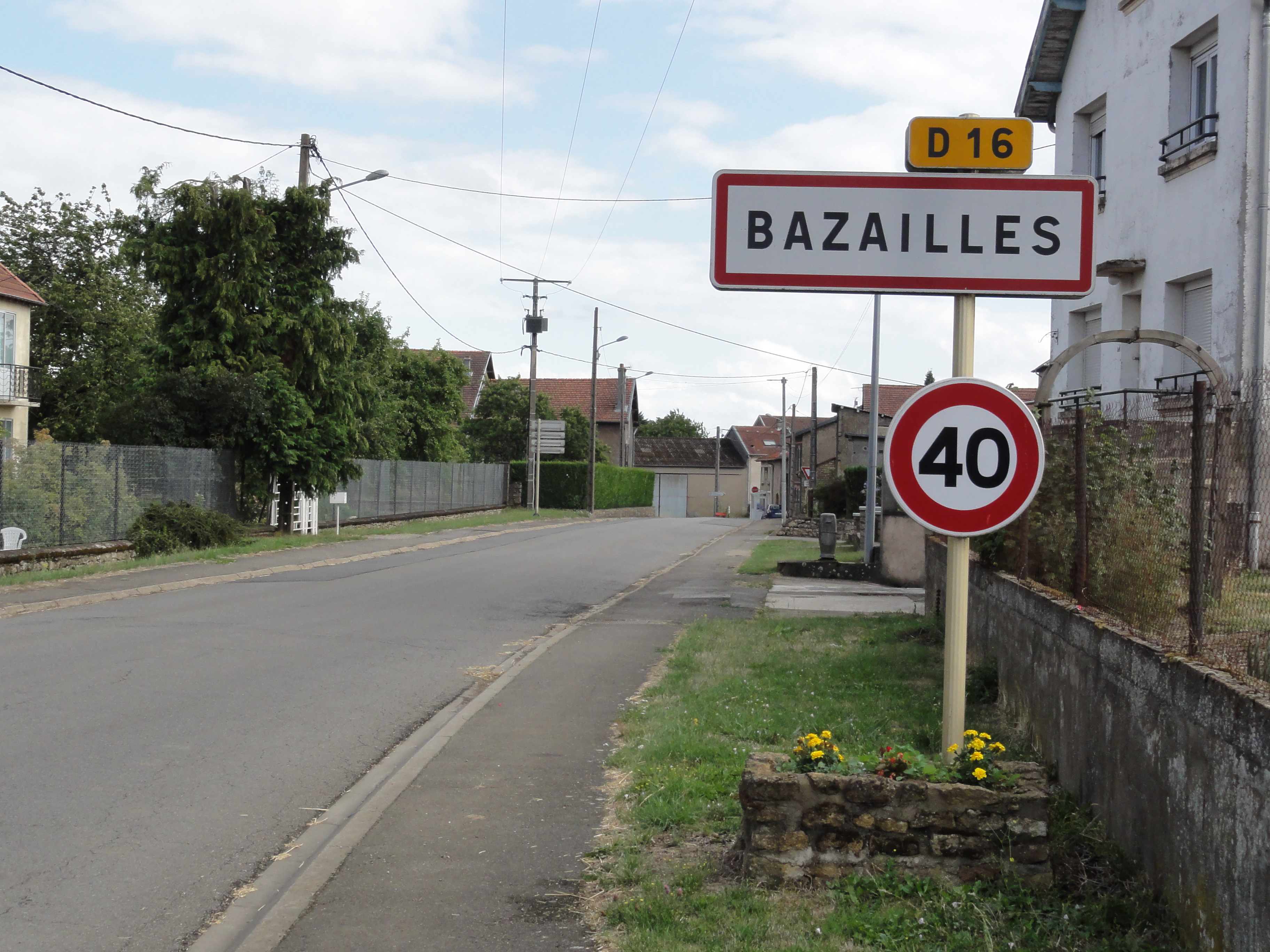
Entrée de Bazailles.

|              | Baslieux  |                  |
| Boismont     | Bazailles | Ville-au-Montois |
| Mercy-le-Bas |           | Joppécourt       |

### Hydrographie

#### Réseau hydrographique
La commune est dans le bassin versant de la Meuse au sein du bassin Rhin-Meuse. Elle est drainée par la Crusnes,.
La Crusnes, d'une longueur de 32 km, prend sa source dans la commune de Errouville et se jette  dans la Chiers à Longuyon, après avoir traversé douze communes. 

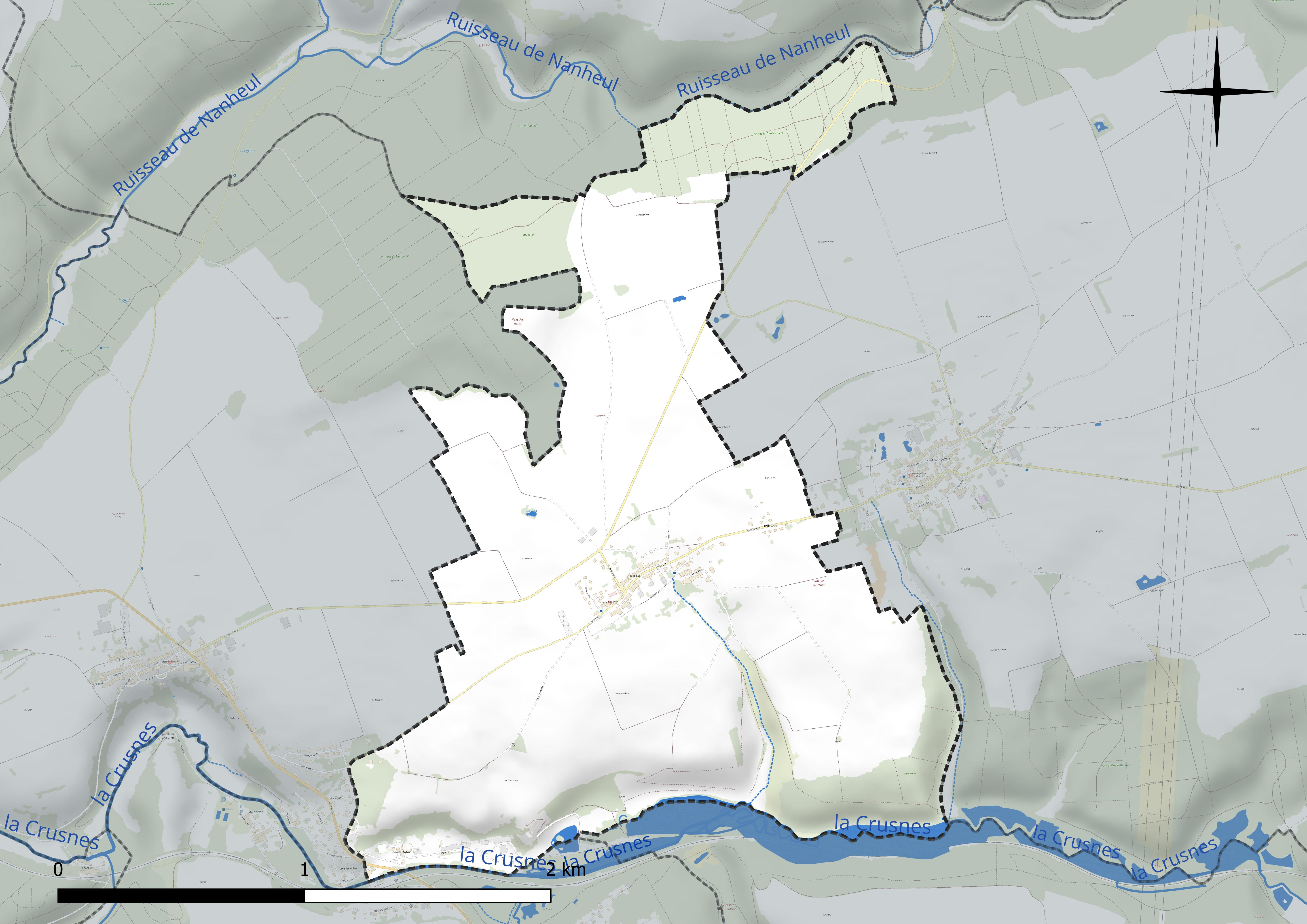
Réseau hydrographique de Bazailles.

#### Gestion et qualité des eaux
Le territoire communal est couvert par le schéma d'aménagement et de gestion des eaux (SAGE) « Bassin ferrifère ». Ce document de planification concerne le périmètre des anciennes galeries des mines de fer, des aquifères et des bassins versants hydrographiques associés qui s’étend sur 2 418 km2. Les bassins versants concernés sont celui de la Chiers en amont de la confluence avec l'Othain, et ses affluents (la Crusnes, la Pienne, l'Othain), celui de l'Orne et ses affluents et celui de la Fensch, le Veymerange, la Kiesel et les parties françaises du bassin versant de l'Alzette et de ses affluents (Kaylbach, ruisseau de Volmerange). Il a été approuvé le 27 mars 2015. La structure porteuse de l'élaboration et de la mise en œuvre est la région Grand Est. 
La qualité des cours d’eau peut être consultée sur un site dédié géré par les agences de l’eau et l’Agence française pour la biodiversité. 

### Climat
Pour des articles plus généraux, voir Climat du Grand Est et Climat de Meurthe-et-Moselle.
En 2010, le climat de la commune est de type climat de montagne, selon une étude du Centre national de la recherche scientifique s'appuyant sur une série de données couvrant la période 1971-2000. En 2020, Météo-France publie une typologie des climats de la France métropolitaine dans laquelle la commune est exposée à un climat semi-continental et est dans la région climatique  Lorraine, plateau de Langres, Morvan, caractérisée par un hiver rude (1,5 °C), des vents modérés et des brouillards fréquents en automne et hiver. 
Pour la période 1971-2000, la température annuelle moyenne est de 9,1 °C, avec une amplitude thermique annuelle de 16,2 °C. Le cumul annuel moyen de précipitations est de 923 mm, avec 13,9 jours de précipitations en janvier et 9,5 jours en juillet. Pour la période 1991-2020, la température moyenne annuelle observée sur la station météorologique de Météo-France la plus proche, « Villette », sur la commune de Villette à 17 km à vol d'oiseau, est de 10,1 °C et le cumul annuel moyen de précipitations est de 909,4 mm. 
La température maximale relevée sur cette station est de 39 °C, atteinte le 25 juillet 2019 ; la température minimale est de −14,8 °C, atteinte le 20 décembre 2009,,. 
Les paramètres climatiques de la commune ont été estimés pour le milieu du siècle (2041-2070) selon différents scénarios d'émission de gaz à effet de serre à partir des nouvelles projections climatiques de référence DRIAS-2020. Ils sont consultables sur un site dédié publié par Météo-France en novembre 2022.

## Urbanisme

### Typologie
Au 1er janvier 2024, Bazailles est catégorisée commune rurale à habitat dispersé, selon la nouvelle grille communale de densité à sept niveaux définie par l'Insee en 2022.
Elle est située hors unité urbaine et hors attraction des villes,.

### Occupation des sols
L'occupation des sols de la commune, telle qu'elle ressort de la base de données européenne d’occupation biophysique des sols Corine Land Cover (CLC), est marquée par l'importance des territoires agricoles (77,4 % en 2018), en diminution par rapport à 1990 (78,6 %). La répartition détaillée en 2018 est la suivante : terres arables (52,3 %), prairies (19,2 %), forêts (18,9 %), zones agricoles hétérogènes (5,9 %), zones urbanisées (3,7 %). L'évolution de l’occupation des sols de la commune et de ses infrastructures peut être observée sur les différentes représentations cartographiques du territoire : la carte de Cassini (XVIIIe siècle), la carte d'état-major (1820-1866) et les cartes ou photos aériennes de l'IGN pour la période actuelle (1950 à aujourd'hui).

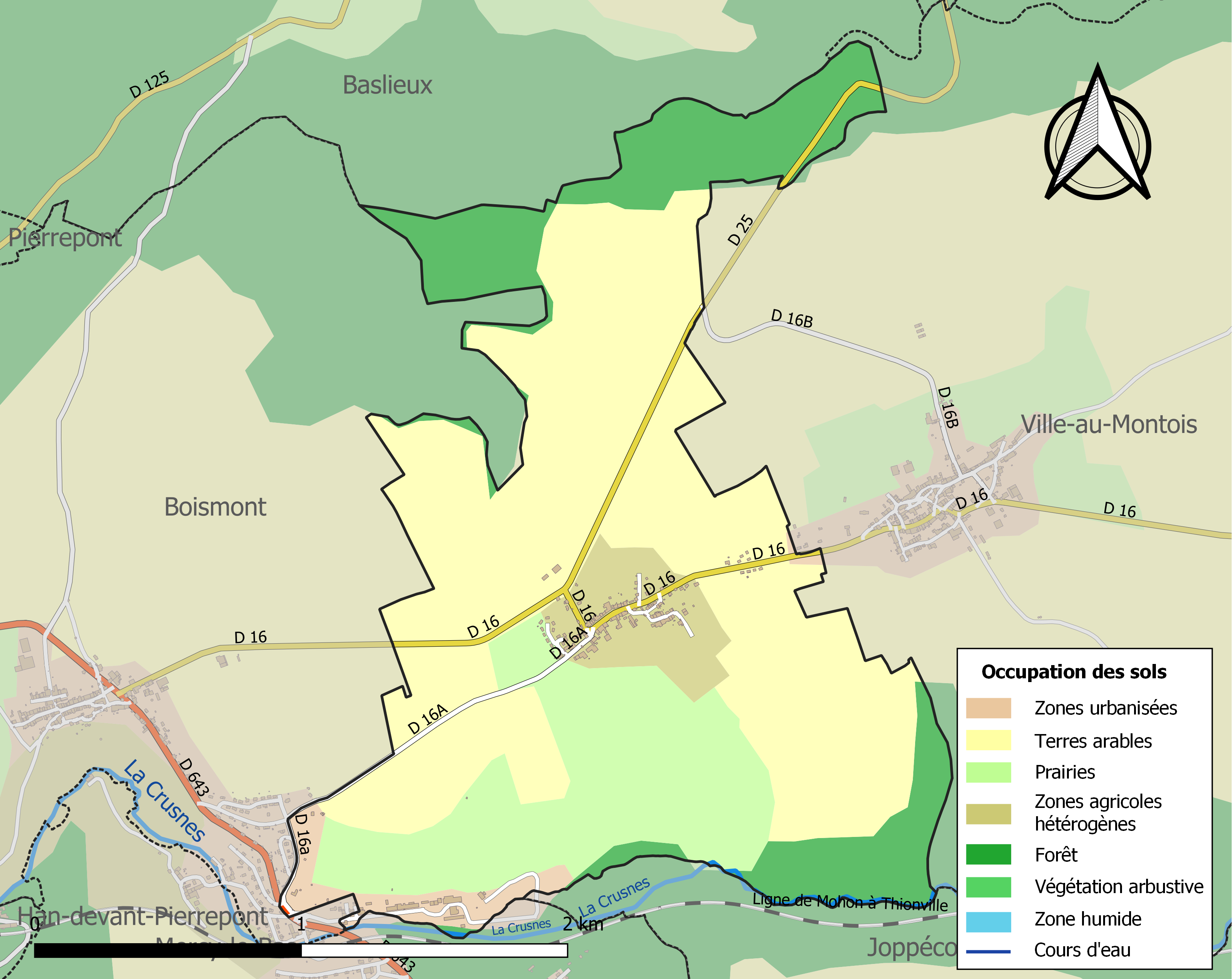
Carte des infrastructures et de l'occupation des sols de la commune en 2018 (CLC).

## Toponymie
Le nom de la localité est attesté sous les formes Baselles (1128) ; Vazelles (1190) ; Basaille (1218) ; Bazelles (1277) ; Baysailles, Bayselle (1296) ; Baselles (1302) ; Baizailles (1330) ; Baizelle (XVe siècle) ; Vasaille (1429) ; Basaille (1488) ; Barselles (1494) ; Baseilles au Matoy (1546) ; Basoille (1574) ; Bazeilles (1630) ; Bazeille (1652) ; Ban de Bazailles au Mathois (1689) ; Baseillensis decanatus (XVIIIe siècle).

- Du latin Basilica ou pluriel de l'oïl baseille, passé à *bazoille « église »[17].

## Histoire
Le ban de Bazailles contenait trois villages : Boismont, Ville-au-Montois et Bazailles. Donnés par l'empereur Charlemagne à la cathédrale de Metz. Bien que ce territoire appartînt au pays Messin, le duc René de Bar en avait la garde en 1424. Le ban de Bazailles faisait partie du diocèse de Trèves et était chef-lieu d'un doyenné de l'archiprêtré de Longuyon. Le 11 août 1914, l'armée allemande exécute 25 civils et détruit 45 bâtiments, l'unité en cause est la 23e DI-Division d'Infanterie-. Ces événements font partie des atrocités allemandes en 1914.

## Enseignement

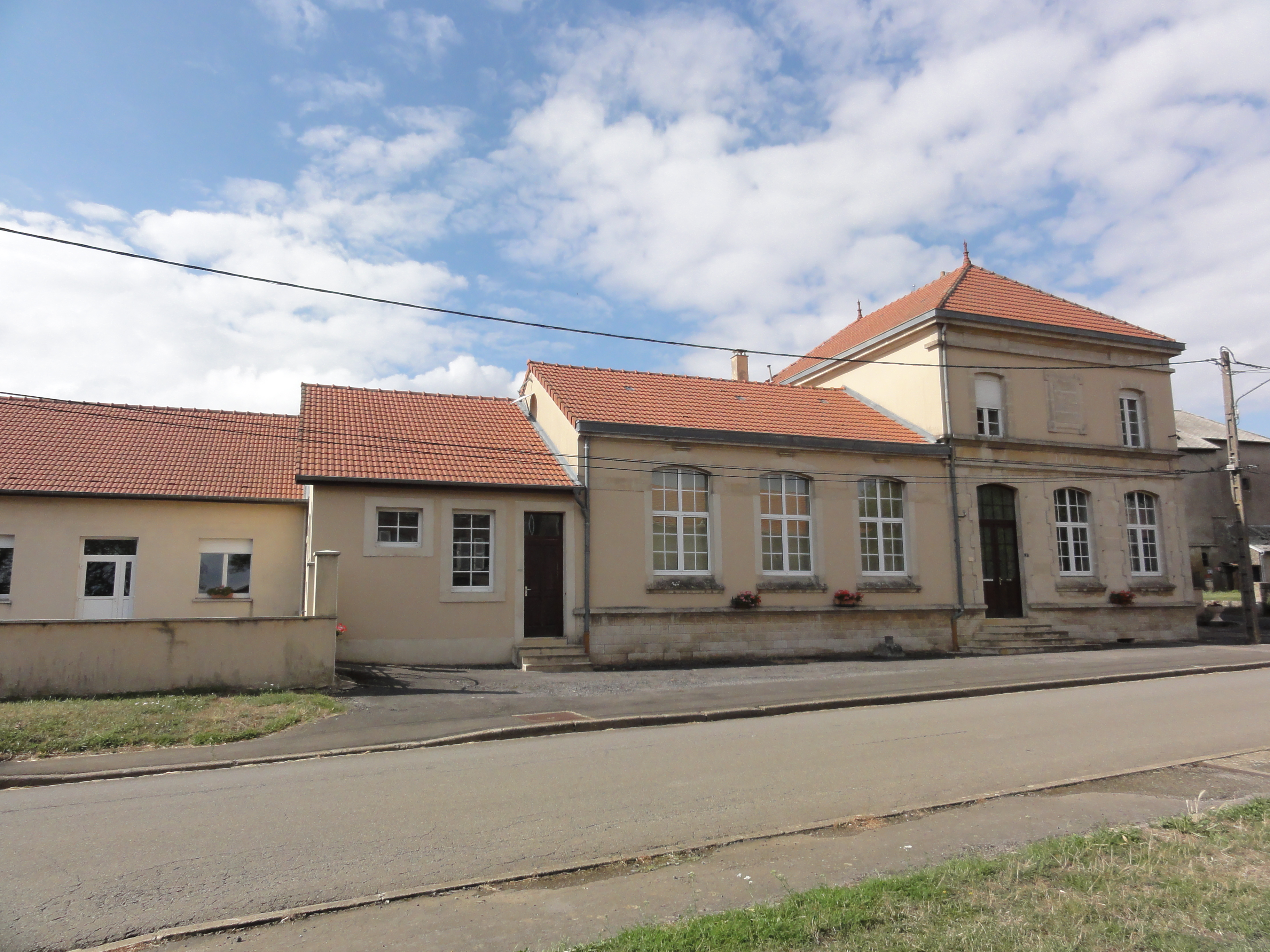
École.

## Politique et administration
| Période                                  | Période                   | Identité                                       | Étiquette | Qualité                                                                  |
| ---------------------------------------- | ------------------------- | ---------------------------------------------- | --------- | ------------------------------------------------------------------------ |
| Les données manquantes sont à compléter. |                           |                                                |           |                                                                          |
| mars 2001                                | mars 2008                 | Nadine Navel                                   | PS        |                                                                          |
| mars 2008                                | En cours (au 23 mai 2020) | Pascal Moscato, Réélu pour le mandat 2020-2026 |           | Personne sans activité professionnelle de 60 ans et plus (non retraitée) |

## Population et société

### Démographie
L'évolution du nombre d'habitants est connue à travers les recensements de la population effectués dans la commune depuis 1793. Pour les communes de moins de 10 000 habitants, une enquête de recensement portant sur toute la population est réalisée tous les cinq ans, les populations de référence des années intermédiaires étant quant à elles estimées par interpolation ou extrapolation. Pour la commune, le premier recensement exhaustif entrant dans le cadre du nouveau dispositif a été réalisé en 2006.

En 2022, la commune comptait 148 habitants, en évolution de +4,96 % par rapport à 2016 (Meurthe-et-Moselle : −0,13 %, France hors Mayotte : +2,11 %).
| 1793 | 1800 | 1806 | 1821 | 1836 | 1841 | 1861 | 1866 | 1872 |
| ---- | ---- | ---- | ---- | ---- | ---- | ---- | ---- | ---- |
| 287  | 269  | 293  | 323  | 337  | 309  | 341  | 317  | 285  |

| 1876 | 1881 | 1886 | 1891 | 1896 | 1901 | 1906 | 1911 | 1921 |
| ---- | ---- | ---- | ---- | ---- | ---- | ---- | ---- | ---- |
| 306  | 284  | 274  | 281  | 298  | 282  | 222  | 224  | 127  |

| 1926 | 1931 | 1936 | 1946 | 1954 | 1962 | 1968 | 1975 | 1982 |
| ---- | ---- | ---- | ---- | ---- | ---- | ---- | ---- | ---- |
| 160  | 188  | 189  | 192  | 223  | 223  | 222  | 192  | 193  |

| 1990 | 1999 | 2006 | 2011 | 2016 | 2021 | 2022 | - | - |
| ---- | ---- | ---- | ---- | ---- | ---- | ---- | - | - |
| 170  | 196  | 177  | 157  | 141  | 146  | 148  | - | - |

## Culture locale et patrimoine

### Lieux et monuments
- Église Saint-Martin de Bazailles, XIIe siècle ; église paroissiale, clocher fortifié. Église romane dont il subsiste la partie inférieure des murs de la nef. Chœur et tour clocher du XVIe siècle. Nef exhaussée au XVIIIe siècle et porte percée dans la façade ouest de la tour. Éléments défensifs : consoles de hourd sur les angles sud-ouest et nord-ouest de la tour, canonnière dans la façade est du chœur, combles du chœur aménagés en refuge.
- Monument aux morts.
- Statue Vierge et Enfant.
- Statue Christ aux liens.
- Croix de chemin sculptée.
- Quelques croix sculptées sur des façades de maisons.

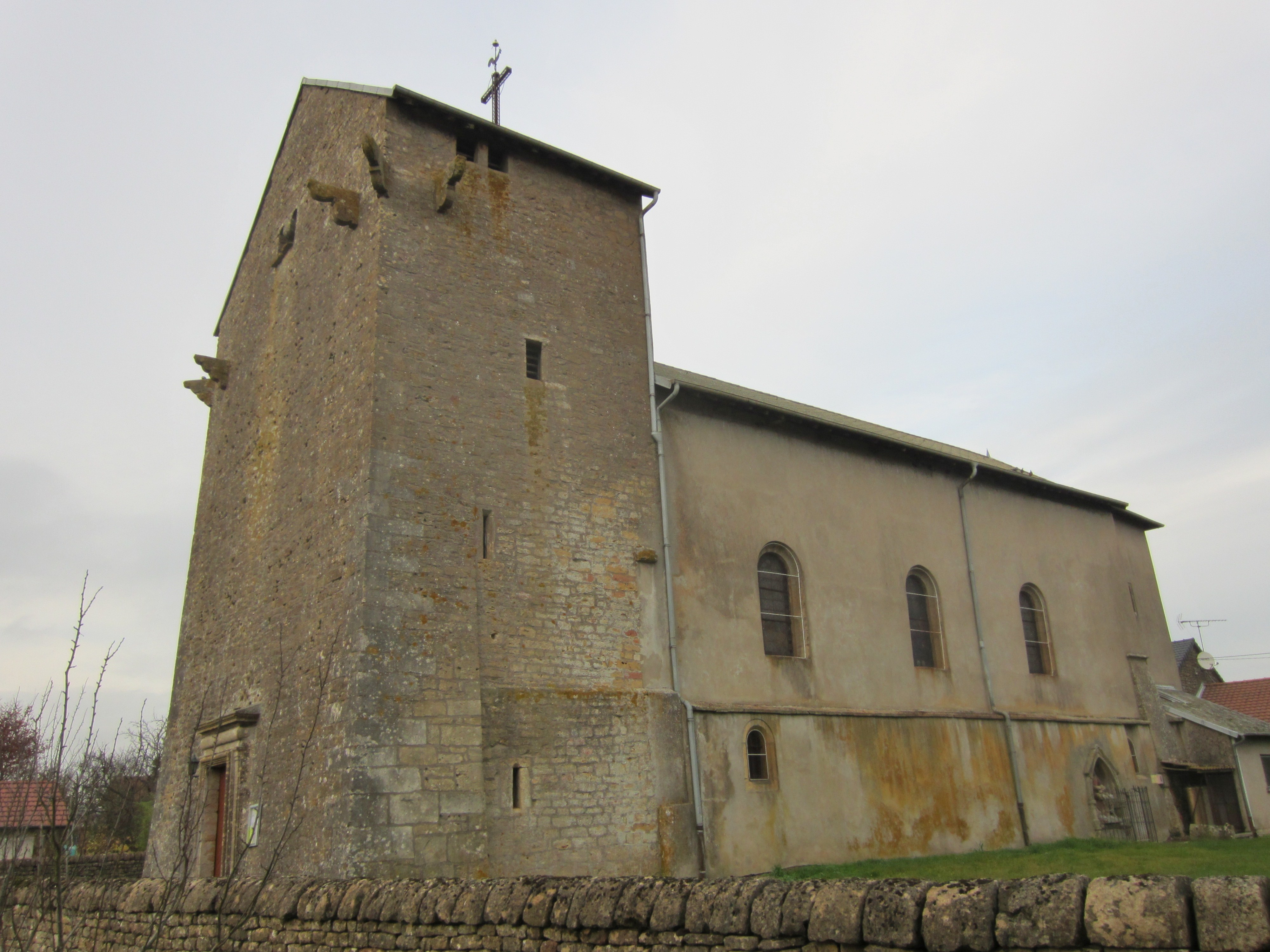
Église paroissiale Saint-Martin.
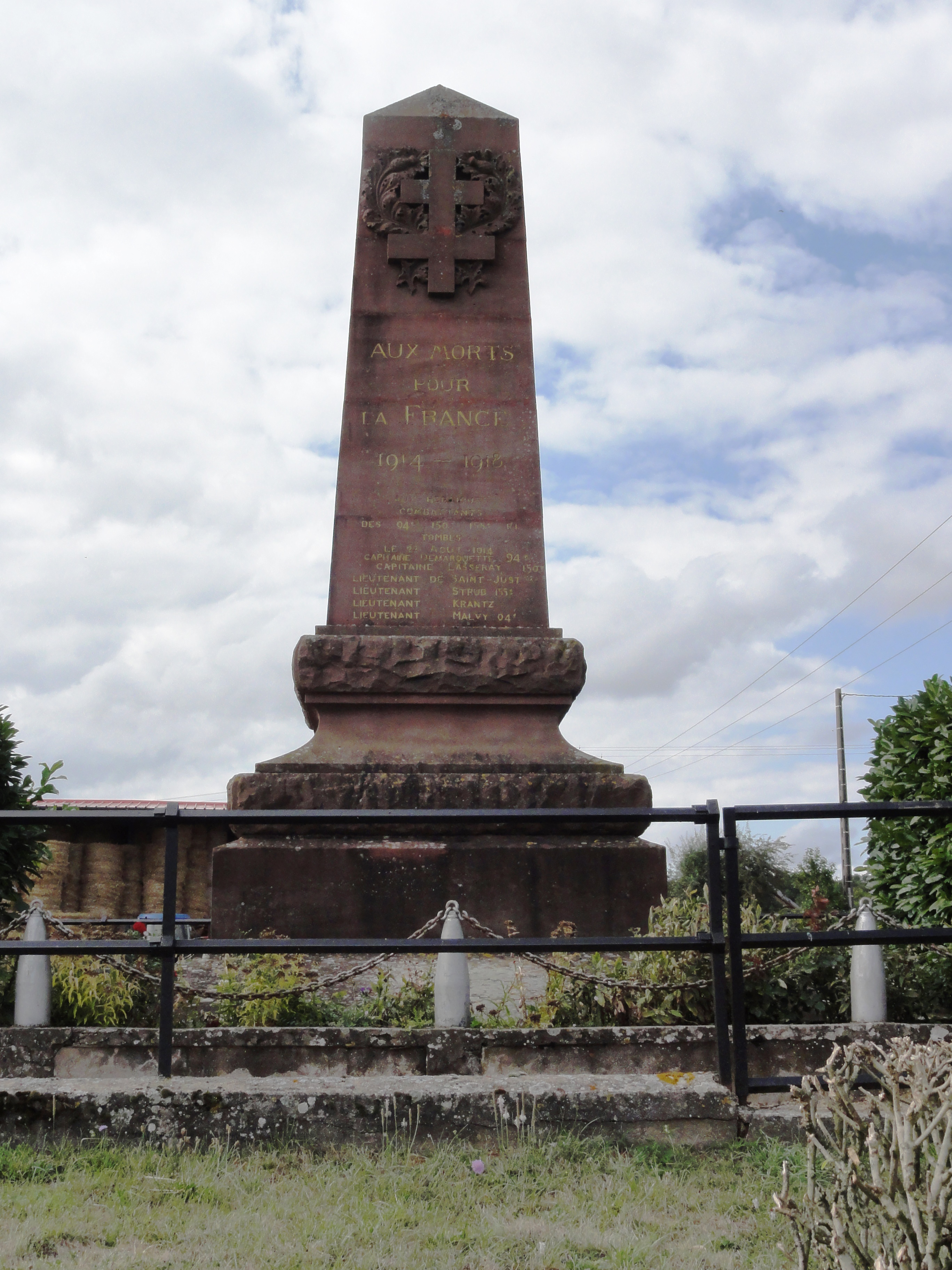
Monument aux morts.
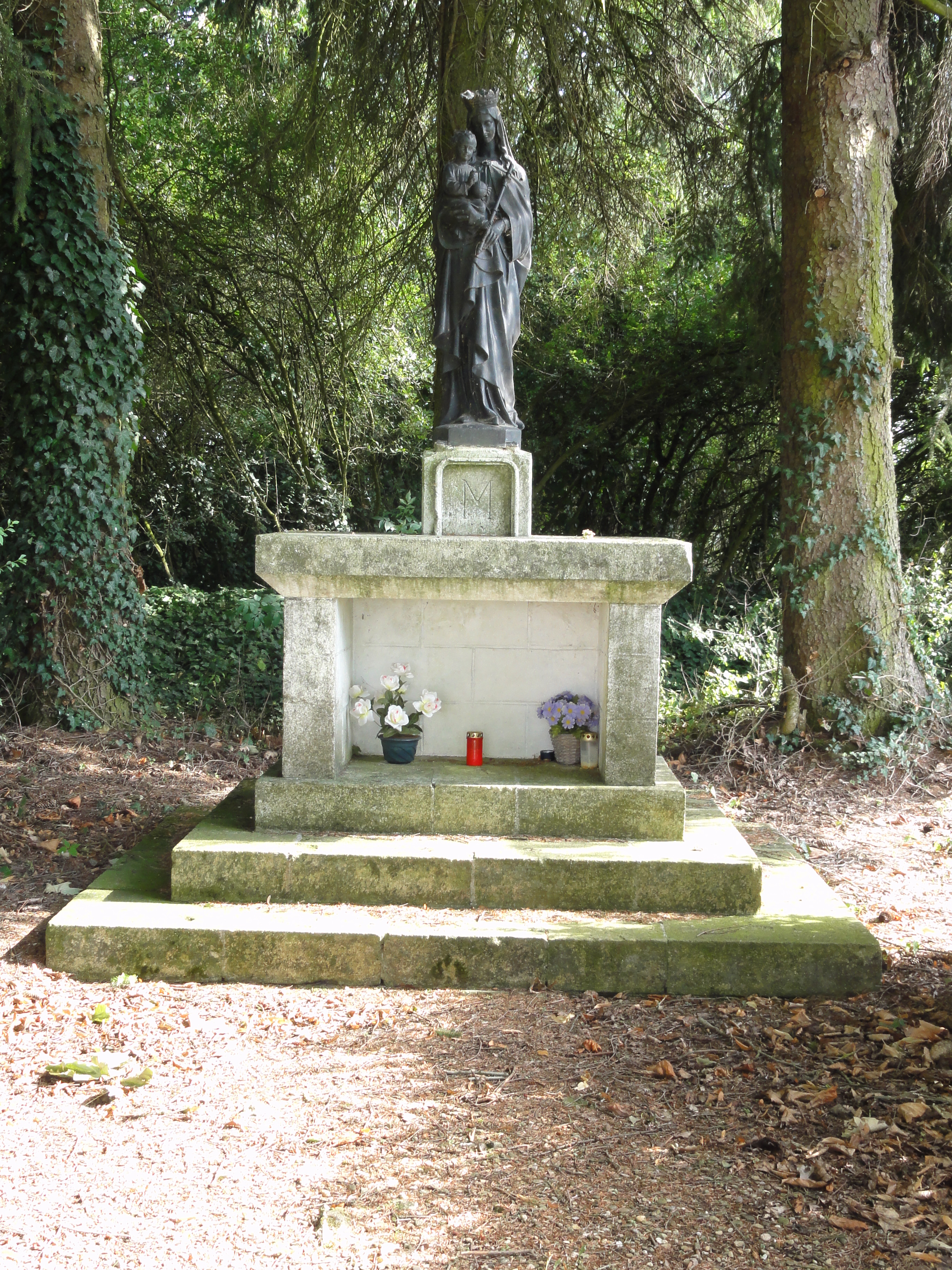
Statue Vierge et Enfant.
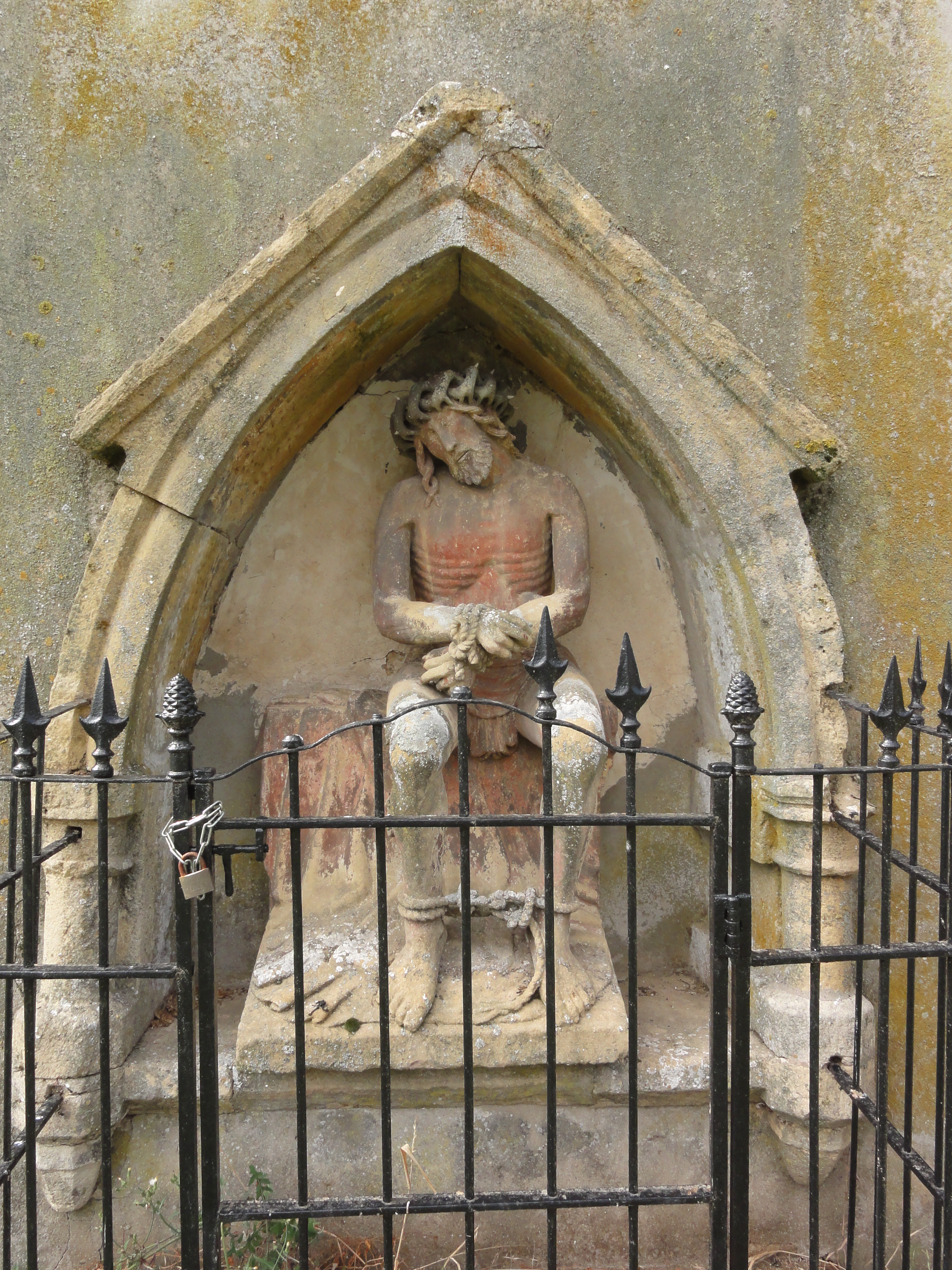
Statue Christ aux liens.
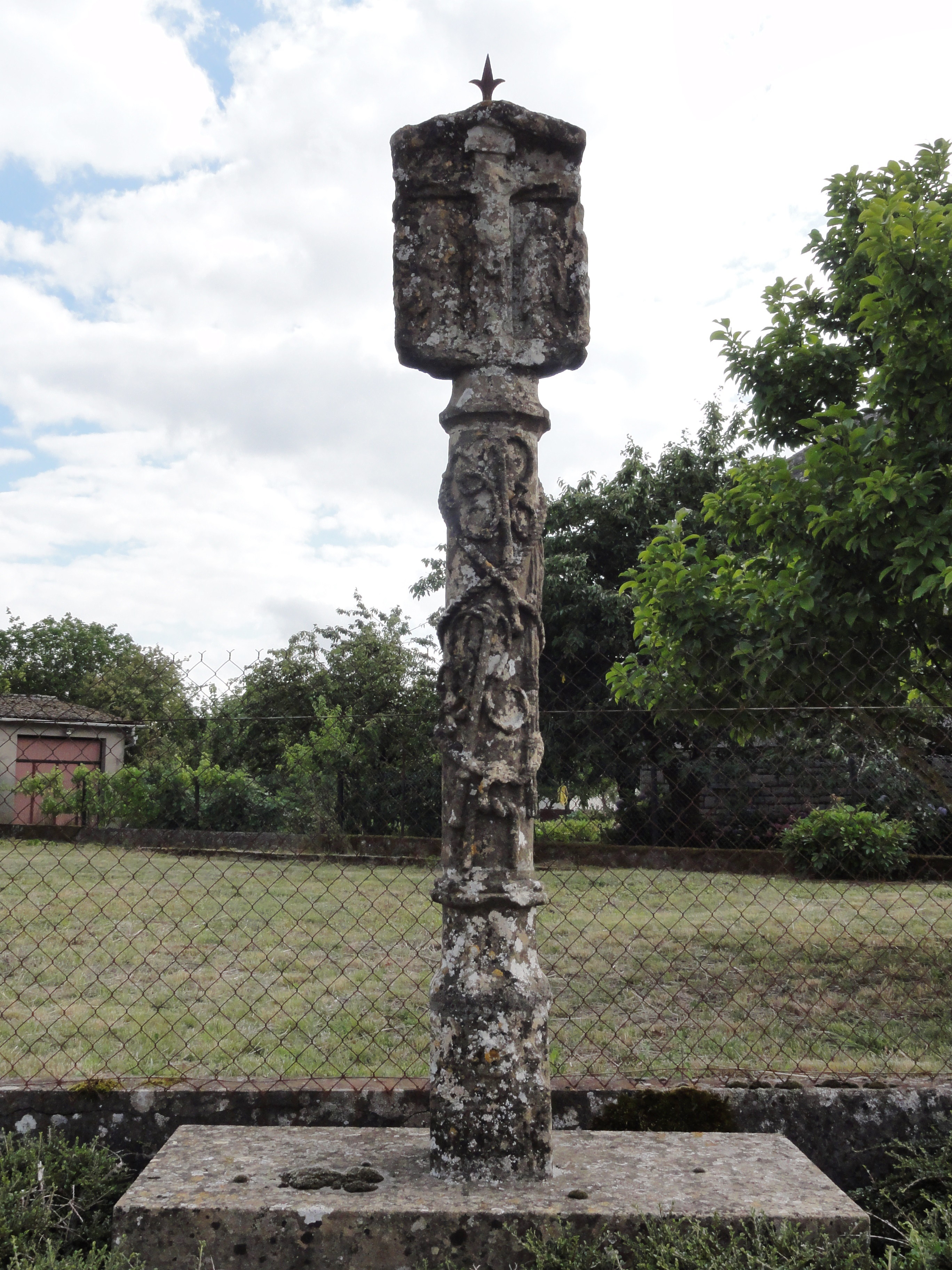
Croix de chemin sculptée.
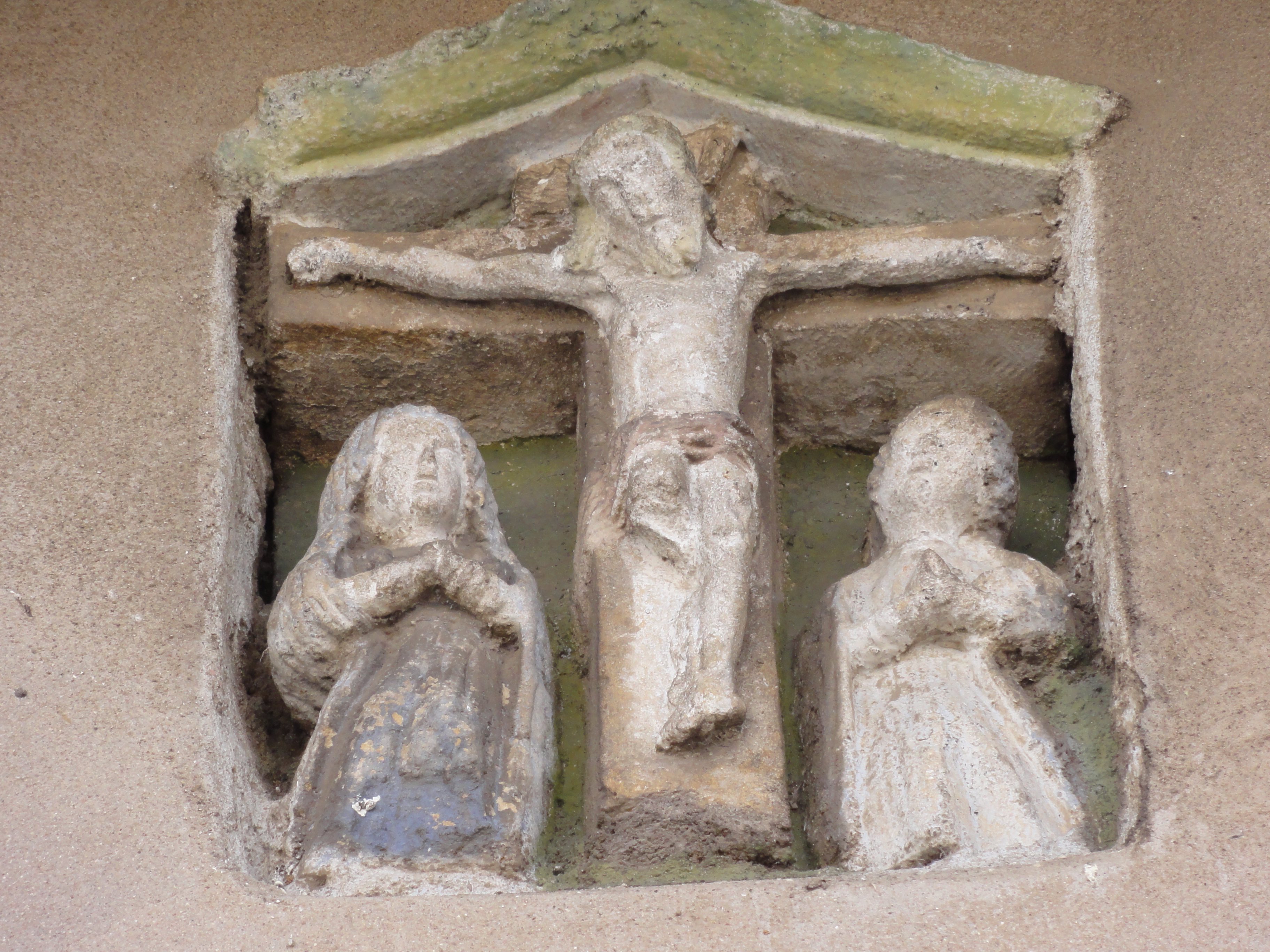
Petit calvaire sur la façade d'une maison.

### Héraldique, logotype et devise
| Blason de Bazailles | Blason  | Écartelé de gueules au dextrochère de carnation vêtu d'azur et mouvant d'une nuée d'argent, tenant une épée du même garnie d'or et accostée de deux cailloux du même (Évêché de Metz) ; et d'azur à la couronne du Saint-Empire d'or soutenue d'un monde cintré et croiseté du même. |
| Blason de Bazailles | Détails | Le statut officiel du blason reste à déterminer. |